# Spoorlijn aansluiting Dora - Düsseldorf-Grafenberg
De spoorlijn aansluiting Dora - Düsseldorf-Grafenberg was een Duitse spoorlijn en was als spoorlijn 2422 onder beheer van DB Netze. 

## Geschiedenis
Het traject werd door de Bergisch-Märkische Eisenbahn-Gesellschaft geopend op 1 oktober 1891. 

## Aansluitingen
In de volgende plaatsen is of was er een aansluiting op de volgende spoorlijnen:
aansluiting Dora
DB 2402, spoorlijn tussen aansluiting Rethel en aansluiting Dora
DB 2403, spoorlijn tussen Düsseldorf-Derendorf en aansluiting Dora
DB 2550, spoorlijn tussen Aken en Kassel
Düsseldorf-Grafenberg
DB 12, spoorlijn tussen de aansluiting Dora en Düsseldorf-Grafenberg
DB 13, spoorlijn tussen Düsseldorf-Rath en Düsseldorf-Lierenfeld
DB 2400, spoorlijn tussen Düsseldorf en Hagen

## Elektrische tractie
Het traject werd in 1964 geëlektrificeerd met een wisselspanning van 15.000 volt 16 2/3 Hz.